# Nez de Fer, le chevalier mystère
Nez de Fer, le chevalier mystère est une série télévisée d'animation franco-canadienne en 52 épisodes de 13 minutes, réalisée par Prakash Tospy, produite par Futurikon, Tooncan, Disney Channel France, M6 et Mélusine Productions et diffusé sur M6 à partir du 5 septembre 2001.

## Synopsis
Lors d'une mission chevaleresque de routine, la protection de l'unique veuve et du seul orphelin du Royaume, Nez de Fer risque de perdre son statut de chevalier par la volonté d'un inspecteur pointilleux.

## Fiche technique
- Titre : Nez de Fer, le chevalier mystère
- Auteurs : Emmanuel Veillet & Michel Rodrigues
- Réalisation : Prakash Topsy
- Scénario : Philippe Grimond, Sophie Decroisette, Yves Coulon, Catherine Cuenca, Patrick Régnard, Michel Haillard
- Direction artistique : Samuel Kaminka
- Musique originale : Léon Aronson, Alexander Sry, Helan Kunin
- Production : Steven Ching, Anne Pages
- Société de production : Futurikon, Tooncan Productions, Inc., Disney Channel France, M6 et Mélusine Productions
- Pays : France
- Langue : français
- Nombre d'épisodes : 52 (1 saison)
- Durée : 13 minutes

## Voix françaises
- Benoît Rousseau : Nez de Fer
- Edgar Fruitier : Raoul
- Aline Pinsonneault : Capricia
- Guy Nadon : Cadet
- Sylvain Hétu : Krâm
- Daniel Lesourd : Cornambouc
- Martin Watier : Charmant

## Épisodes
1. Le roi, c'est nous ! / Le gîte royal
2. SOS Princesse / La clavicule de Gontran
3. Le cheval de Trögn / Gym naze Club
4. La cafetière d'Obulaba / Rétrovirus le devin
5. Le roy poilu / Capricia démasquée
6. Olga l'amazone / Le tournoi
7. La visite officielle / Cauchemar show
8. Haute couture et coup bas / Ça déménage au royaume !
9. Nez de Fer contre Ugolin / Le rire le plus long
10. Crapouillot le tendre / Marcel et Nestor
11. Abus de biens féodaux /Tout feu tout crame
12. Charmant sous le charme / Le sortilège du bouleau dodo
13. Le luth magique / Mauvais sort
14. La confiture du diable / Tante Herminette
15. Ça plane Raoul ! / L'apprenti héros
16. Pas de sushi pour Raoul / Le grand bal de Noël
17. Ni vu ni connu / Le chevalier captif
18. Pour le meilleur et pour le pire / Un trône pour deux
19. Bain de minuit pour le yéti / Coassements au château
20. Grisemine se marie / Grosse déprime
21. Tenaces fantômes / Le code de la vilénie
22. La nuit des citrouilles / Un crapaud sur le divan
23. Le chant des sirènes / Accords et cris
24. La bête de scène / Une nuit de tout repos
25. Statue Quo / Le casanova des Fjords
26. Faux reflets / La veuve et l'orphelin